# Lo'jo
Lo'jo est un groupe français de musiques du monde, originaire de la région d'Angers, formé autour de l'auteur, chanteur et musicien Denis Péan.

## Histoire

### Création et débuts (1982–1992)
En 1982, Denis Péan et Richard Zenou s'entendent sur le nom du groupe : Lo'jo, il devient quelques années plus tard Lo'jo Triban et pour un temps plus court Lo'jo Triban Rezoo avant de redevenir Lo'jo. Le groupe s'expérimente d'abord en concert, « Musique pour l'homme en marche », dans la ferme des parents de Denis Péan à Sorges, quartier de la commune des Ponts-de-Cé en Anjou. Un autre concert, à nouveau sous l'intitulé « Musique pour l'homme en marche » a lieu aux Beaux-Arts d'Angers en juin 1984. Des dizaines de musiciens gravitent autour du groupe pour inventer une musique et une mythologie inédite. Le groupe joue alors dans les rares salles de concerts ou cabarets de la ville d'Angers (Le Grand café, Le Vert Luisant, La Grande Lande, la salle Jean Vilar).
Les musiciens les plus marquants des débuts sont Richard Zenou (Touroukounjak zintao), Richard Bourreau (Boro), Nico (Loco Zoo), Denis Halligon, Pascal Boulat, Nico Ganter, Toto Fougeras, Hameed Khan (dont la famille du Rajasthan reste toujours liée à Lo'jo). Dans cette bande anarchique on trouve déjà Philippe Brix qui devient le manager et un des activistes incontournables du groupe jusqu'au milieu des années 2000. En 1985, c'est Viva Lo'jo[pas clair], puis en 1988 le groupe, rejoint par le batteur Nicolas Gallard, est sollicité par la compagnie de théâtre de rue Jo Bithume, une compagnie circassienne. C'est le début d'un voyage qui n'aura de cesse. Lo'jo, en camions et caravanes, traverse l'Europe pour se retrouver en 1991 au Lincoln Center à New-York puis en tournée à l’île de la Réunion.
Le premier enregistrement de Lo'jo, Depuis très longtemps, consigne ces musiques illustrant les fantaisies de la compagnie Jo Bithume. Dans la foulée, il enregistre The international Courabou rejoint par les chanteuses Nadia Nid el Mourid et Chrystèle Chiaudano et par Renaud Pion au saxophone. Puis se succèdent Siempre, et Le Disque dort, une commande de l'artiste Jean-Michel Verret pour son ouvrage 360°[Quoi ?]. Après quatre années passées à jouer sur les places des villes et des villages de France, d'Allemagne, de Pologne, de Hollande, d'Autriche avec la compagnie Jo Bithume, Lo'jo décide de voler de ses propres ailes. Richard Zenou quitte le groupe en 1989, après l'enregistrement du disque : International Courabou.

### Succès international (1993–1995)
Le bassiste Kamga Kamdem, le guitariste Rachid Séfrioui, l'accordéoniste Guy Raimbault rallient le groupe. Le disque Fils de Zamal sort alors en (1993) qui donne au groupe un début de renommée nationale, puis le groupe change encore sensiblement de musiciens pour G7 of destruction & artisans of peace (1994, avec Stéphane Barral à la basse et Méphisto au saxophone) et Sin Acabar (1996) dans lequel la chanteuse Yamina Nid el Mourid fait sa première apparition dans le groupe après avoir succédé à Chrystèle Chiaudano.
La rencontre avec l'éditeur parisien Max Amphoux est décisive. Cet éditeur co-produit avec Lo'jo les disques Mo'jo Radio (1997, qui inaugure l'arrivée du bassiste et contrebassiste Kham Meslien ; par ailleurs le bassoniste Stéphane Coutable devient un des invités les plus réguliers du groupe), Bohème de Cristal (2000, dernier album avec Guy Raimbault), L'une des siens (2002, Mathieu Rousseau remplace alors Nicolas Gallard à la batterie), le live Ce soir-là (2003), Bazar savant (2006).
Bohème de cristal marque une évolution dans le son du groupe, mettant au premier plan les voix des sœurs berbères, Nadia et Yamina Nid el Mourid, aux côtés de celle de Denis Péan. Leurs « harmonieuses envolées » apportent une plus-value au groupe qui est acclamé révélation du festival de Vancouver en 2000.

### Voyages (1996–2016)
Le premier voyage au Mali en 1996 à l'occasion du Festival du Théâtre des réalités dirigé par le dramaturge Adama Traoré marque l'histoire sonore et humaine du groupe. Lo'jo produit le premier disque de l'orchestre béninois Gangbé Brass Band avec lequel il part aussi en tournée en France, au Canada, en Norvège et en Belgique. La fin des années 1990 est marquée par les spectacles Ombrofono et Cinémisik ou Triban de Lo'jo concoctés avec le groupe ZUR, inventeurs d'un monde insolite d'objets mécaniques et de faisceaux, d'utilisation détournée de projections cinéma 16 mm. De même sont significatives la rencontre avec la peintre allemande Viola Schöpe, les performances avec les acrobates des Sélène, et aussi l'organisation avec le groupe Yo de grandes festivités au cœur des villes, nommées Kabar' Lo'jo.
Le groupe continue à se produire dans le monde notamment dans les « Womad Festival » initiés par Peter Gabriel. Le groupe investit dès l'an 2000 — à l'initiative de Philippe Bodart, maire de la commune de Mûrs-Erigné près d'Angers — une grande bâtisse « La Fontaine du Mont » qui devient son quartier général et un lieu de résidence pour des musiciens locaux aussi bien que pour des artistes du monde entier, une agora, un terrain d'expérimentation.
Lo'jo et son manager historique Philippe Brix inventent en 2001 le Festival au désert à Tin-Essako dans le Nord-Mali , et produisent avec leur ingénieur du son Jean-Paul Romann le disque The Radio Tisdas Sessions du groupe Tinariwen. Ils font connaître au reste du monde cette musique du blues touareg alors insoupçonnée en dehors du Sahara. En 2003, ils entraînent Robert Plant de Led Zeppelin et son guitariste Justin Adams (réalisateur quelques années auparavant de Mo'jo Radio et Bohème de Cristal) dans la troisième édition du festival près de Tombouctou.
En 2006, paraît Bazar savant (Franck Vaillant remplace alors Mathieu Rousseau à la batterie, une chanson chantée par George Barrington Dudley du groupe jamaïcain Mystic Revelation of Rastafari conclut l'opus). Le groupe donne cette même année pour France Inter un concert légendaire avec le saxophoniste Archie Shepp dans l'émission Pollen de Jean-Louis Foulquier. Lo'jo participe à l'épopée Babel Caucase passant par la Géorgie d'où naît une amitié musicale avec le chanteur et joueur de panduri Niaz Diasamidze. En 2008, Lo'jo crée le spectacle « Lojo Music Circus » avec les artistes de la troupe coréenne Dulsori, un funambule indien, et d'autres circassiens prodiges. En accompagnant les installations de feu de la compagnie Carabosse, Lo'jo garde toujours un pied dans le milieu de l'art de rue. Suivent les disques Cosmophono (2009, avec la trompettiste Airelle Besson), Cinéma el Mundo (2012, réalisé par Jean Lamoot, avec Robert Wyatt, Vincent Ségal, Ibrahim Ag Alhabib de Tinariwen; Baptiste Brondy devient le batteur attitré). Cette dernière production reçoit à Londres une récompense de la revue anglaise Songlines dans la catégorie meilleur groupe de l'année. À partir de Cosmophono Lo'jo redevient indépendant, produit lui-même ses disques et fonde sa propre maison d'édition : Cosmophonique Editions. L'arrivée de la manageuse Clarisse Arnou est déterminante dans la nouvelle organisation de la vie du groupe.
En 2014, l'album 310 Lunes réunit des versions instrumentales de pièces majeures du groupe - arrangées par Renaud-Gabriel Pion pour un ensemble d'instruments à vent - avec les solistes Erik Truffaz, Hasan Yarimdünia, Roswell Rudd's du légendaire Liberation Orchestra, Magic Malik. Le coffret inclut aussi la ré-édition de l'œuvre de jeunesse The International Courabou. Après la Russie, le Maghreb, le Laos, le Viêt Nam, l'Australie, La Nouvelle-Zélande, la Scandinavie, presque toutes les contrées d'Europe, l'Amérique du Nord, etc., le groupe découvre la Chine, le Koweït.

### Derniers albums (depuis 2017)
En septembre 2017 paraît Fonetiq Flowers, un album « sensuel et onirique », enregistré en partie en tournée avec un studio nomade par l'ingénieur du son Anthony Harcourt, au gré des pérégrinations du groupe (Géorgie, Louisiane, Chine, Corée, Bénin, Mali et France). C'est Jean Lamoot qui finit les enregistrements à Paris et signe une nouvelle fois la réalisation,. Quelques amis, comme Erik Truffaz à la trompette, apportent leur contribution au disque, de même qu'Albin de la Simone,. La contrebassiste de jazz Sarah Murcia est également présente sur trois morceaux, et d'autres. Le clip pour la chanson " Café des Immortels " est filmé au Théâtre Équestre Zingaro de Bartabas.
En 2018, le groupe quitte sa résidence à Mûrs-Erigné. Il était installé depuis plus de quinze ans dans cette vieille bâtisse achetée à une société d’autoroute par une ancienne équipe municipale  de gauche, et est poussé dehors par une autre équipe municipale,.
Et en 2020, un nouvel album est publié, Transe de papier, « traversé d’ombres et d’inquiétude ».

## Membres
En près de 30 ans de carrière, Lo'jo a connu différentes périodes et sa composition a évolué plusieurs fois.

### Membres actuels
- Denis Péan (membre fondateur) – voix, piano, samples
- Richard Bourreau (membre fondateur) – violon, kora, imzad
- Nadia Nid El Mourid (depuis 1990) – voix, percussions
- Yamina Nid El Mourid (depuis 1995) – voix, saxophone, percussions
- Alexandre Cochennec (depuis 2019) - basse, contrebasse.

### Anciens membres
- Baptiste Brondy (depuis 2012) – batterie

- Kham Meslien (1997-2016) – basse, contrebasse
- Franck Vaillant (2004-2012) – batterie
- Mathieu Rousseau (2003) – batterie
- Nicolas Gallard  (1990-2002) – batterie, percussions